# Seong Gi-hun
Seong Gi-hun (성기훈?), noto anche come Giocatore 456, è il protagonista della serie Netflix Squid Game. Nella prima stagione, ha partecipato a una gara segreta di vita o di morte composta da sei giochi per bambini in cui ha gareggiato con altri 455 giocatori per 45,6 miliardi di won sudcoreani, dopo aver accumulato debiti significativi per gioco d'azzardo e disoccupazione. Durante la partecipazione, ha stretto alleanze con vari altri partecipanti, tra cui Ali Abdul, Cho Sang-woo, Kang Sae-byeok e Oh Il-nam. Riappare nella seconda stagione, ancora una volta come protagonista e partecipante ai giochi in cui si riunisce per porvi fine.
Gi-hun è stato creato dallo scrittore della serie Hwang Dong-hyuk ed è interpretato da Lee Jung-jae. Nel doppiaggio italiano, è stato doppiato da Gianfranco Miranda.

## Biografia del personaggio

### Prima stagione
Seong Gi-hun appare per la prima volta nella prima stagione come protagonista, introdotto mentre ruba dei soldi a sua madre per scommettere sui cavalli e comprare un regalo di compleanno per sua figlia. Finisce per perdere le sue vincite dopo essere stato borseggiato da una donna mentre scappa dagli strozzini. Successivamente, viene avvicinato da un uomo in giacca e cravatta, che gli offre 100.000 won se riesce a vincere una partita di ddakji. Dopo vari tentativi, Gi-hun riesce a vincere, ottenendo i soldi e un invito a partecipare a Squid Game. Si unisce come giocatore 456 di 456, incontrando varie persone, tra cui un anziano, la borseggiatrice e il suo amico d'infanzia, Cho Sang-woo.
I giocatori partecipano a una partita di Un, due, tre, stella, scoprendo che chi perde viene ucciso. Gi-hun sta per cadere, ma viene salvato da Ali Abdul, che lo aiuta a tagliare il traguardo. In seguito viene rivelato che il vincitore della competizione riceverà 45,6 miliardi di won e che, dopo un voto, la maggioranza dei partecipanti decide di abbandonare il gioco, incluso Gi-hun. Tornato nel mondo reale, scopre che sua madre è ricoverata in ospedale ma non può ricevere cure adeguate. Nel tentativo di ottenere un prestito dalla sua ex moglie, scopre anche che lei e la loro figlia stanno per trasferirsi negli Stati Uniti. Senza alternative, Gi-hun decide di tornare ai giochi.
Il secondo gioco richiede ai giocatori di scegliere una forma; Gi-hun sceglie l'ombrello, rendendosi conto solo in seguito che dovrà ritagliare la figura da una caramella dalgona, avendo scelto la forma più difficile. Riesce a vincere leccando il biscotto per assottigliare i bordi. Nel frattempo, scopre che uccidere durante le pause è consentito, il che spinge un gangster di nome Jang Deok-su a massacrare altri giocatori con i suoi alleati. Gi-hun salva la borseggiatrice e scopre che il suo nome è Kang Sae-byeok. Quando le luci si riaccendono, le uccisioni vengono interrotte.
Nel terzo gioco, il tiro alla fune, Gi-hun si allea con Sae-byeok, l'anziano, Ali, Sang-woo e altri cinque giocatori. Seguendo il consiglio dell'anziano, riescono a vincere. Più tardi, il gruppo si barrica per la notte e fa turni di guardia, riuscendo a dissuadere Deok-su dall'attaccarli, facendolo sentire paranoico. Durante la notte, Gi-hun soffre di PTSD e ricorda che un suo collega fu ucciso dalla polizia durante uno sciopero.
Nel quarto gioco, i partecipanti devono formare delle coppie. Gi-hun sceglie l'anziano, solo per scoprire che l'obiettivo della sfida è sottrarre tutte le biglie all'avversario. Inizialmente sfortunato, Gi-hun comincia a mentire per vincere. Alla fine, l'anziano rivela di aver capito l'inganno ma decide comunque di lasciarlo vincere, rivelando il suo nome: Oh Il-nam. Prima della sua apparente esecuzione, lo ringrazia per averlo fatto divertire.
Nel quinto gioco, Gi-hun è scioccato nel vedere Sang-woo spingere un uomo per ucciderlo e assicurarsi la sopravvivenza. Dopo la partita, scopre che Sae-byeok è rimasta ferita. Con loro tre come ultimi sopravvissuti, Sae-byeok impedisce a Gi-hun di uccidere Sang-woo, e i due si promettono di prendersi cura delle rispettive famiglie nel caso uno di loro muoia. Tuttavia, Sang-woo uccide Sae-byeok per evitare che lei e Gi-hun votino per abbandonare il gioco. I due rimasti si sfidano nella partita finale, il Gioco del calamaro. Gi-hun sconfigge Sang-woo ma, invece di ucciderlo, propone di terminare il gioco votando per andarsene. Sang-woo, però, si suicida, permettendo a Gi-hun di vincere il montepremi.
Tornato a casa, Gi-hun scopre che sua madre è morta e, sopraffatto dal senso di colpa, si rifiuta di spendere il denaro. Più tardi, riceve un biglietto d’invito da Oh Il-nam, che gli rivela di essere la mente dietro Squid Game, organizzato per alleviare la sua noia da uomo ricco. Prima di morire, Oh Il-nam propone un’ultima scommessa: vedere se un uomo ubriaco sotto la neve verrà aiutato da qualcuno. Gi-hun vince la scommessa, poco prima della morte di Il-nam.
Dopo qualche tempo, Gi-hun si taglia e si tinge i capelli di rosso, adotta il fratello minore di Sae-byeok da un orfanotrofio e lo affida alla madre di Sang-woo, lasciandole anche una grossa somma di denaro. Mentre si prepara a prendere un volo per vedere sua figlia, vede l’uomo in giacca e cravatta reclutare un altro giocatore e decide di inseguirlo. Anche se l’uomo riesce a scappare, Gi-hun sottrae il biglietto della nuova recluta e chiama il numero indicato. Dichiara la sua intenzione di fermare i giochi una volta per tutte e sceglie di non salire sull’aereo.

### Seconda stagione
Gi-hun riappare nella seconda stagione, ambientata tre anni dopo, mentre sta pagando il suo ex strozzino per aiutarlo a rintracciare il reclutatore. Alla fine, riesce a trovarlo e lo affronta. Il reclutatore lo sfida a una partita di roulette russa, e i due iniziano a insultarsi a vicenda. Il reclutatore lo provoca, dicendogli di premere il grilletto per dimostrare di non essere "spazzatura". Gi-hun accetta la sfida e preme il grilletto su se stesso, poi rilancia la sfida al reclutatore, il quale alla fine si spara.
In seguito, Gi-hun collabora con altri per rintracciare il Front Man, che possiede una dentiera con un localizzatore. Viene invitato in una limousine, dove chiede di essere inserito di nuovo nel gioco con l’intenzione di distruggerlo dall’interno. Il Front Man accetta, e Gi-hun torna a essere il Giocatore 456. Scopre una nuova regola: dopo ogni partita, i giocatori devono votare se restare o andarsene. Inoltre, si accorge che anche il suo amico, Park Jung-bae, si è unito al gioco e gli suggerisce di stargli vicino.
Durante Un, due, tre, stella, scopre che il localizzatore nella dentiera è stato rimosso, impedendo ai suoi alleati esterni di localizzarlo. Spiega agli altri giocatori le conseguenze della sconfitta, istruendoli su quando fermarsi. Solo quando il primo giocatore viene ucciso, gli altri si rendono conto della gravità della situazione. Gi-hun riesce a raggiungere il traguardo, ma nota un giocatore ferito che chiede aiuto. Insieme a Cho Hyun-ju, cerca di portarlo oltre la linea, ma l’uomo viene comunque ucciso.
Dopo la partita, i giocatori devono votare se restare o andarsene: chi sceglie di andarsene riceve una "X", chi sceglie di restare una "O". Durante la votazione, Gi-hun rivela di aver già partecipato in passato, suscitando scetticismo tra gli altri giocatori. Alla fine, con una maggioranza risicata, decidono di restare, dopo che il Giocatore 001 (Hwang In-ho, la vera identità del Front Man) vota per continuare.
Molti giocatori cercano il supporto di Gi-hun per il gioco successivo, anche se lui non è certo che sarà lo stesso della prima edizione. Nel secondo gioco, devono formare gruppi di cinque. Il gruppo di Gi-hun è composto da lui stesso, Jung-bae, Kang Dae-ho, In-ho (che si fa chiamare Oh Young-il) e una donna incinta di nome Kim Jun-hee. I giocatori vengono legati fianco a fianco e incaricati di affrontare cinque diverse sfide in un Pentathlon. Ognuno riesce a completare la propria prova, e il gruppo taglia il traguardo.
Segue un'altra votazione, e questa volta la maggior parte dei giocatori sceglie di restare, incluso Jung-bae, che in precedenza voleva andarsene. Partecipano poi al terzo gioco, il Raduno, seguito da un nuovo voto che termina in parità, costringendo i partecipanti a votare di nuovo il giorno successivo. Gi-hun capisce che il gioco sta spingendo i giocatori a uccidersi a vicenda e avvisa il suo gruppo di nascondersi fino all’arrivo delle guardie, in modo da poter rubare le loro armi e prendere il controllo della struttura.
Dopo lo scoppio di una rivolta, il gruppo di Gi-hun finge di essere morto, riuscendo così a sorprendere le guardie e rubare le loro armi. Uccidono i soldati e raccolgono munizioni, prendendo un ostaggio che li guida nella struttura. Gi-hun e Jung-bae si dirigono verso la sala di comando, mentre gli altri affrontano le restanti guardie. Lungo il tragitto, In-ho prende con sé due compagni per tendere un'imboscata ai soldati e aiutare Gi-hun e Jung-bae. Tuttavia, alla fine, li uccide e inscena la propria morte, per poi contattare Gi-hun via radio.
A quel punto, Gi-hun e Jung-bae vengono catturati. In-ho, ora nuovamente vestito da Front Man, giustizia Jung-bae davanti a un Gi-hun inorridito. I soldati trattengono Gi-hun mentre l'episodio si conclude.

### Terza stagione
Nella terza stagione, Gi-hun affronta il trauma della sua ribellione fallita. Durante il quarto gioco, "Nascondino", ancora sotto shock, viene designato come cercatore e uccide Dae-ho, ritenendolo responsabile del fallimento della rivolta. Solo in seguito si rende conto che anche la sua incapacità ha contribuito al fallimento del piano. Tenta il suicidio, ma viene fermato dalle guardie.
Nel momento più buio, Geum-ja gli chiede di proteggere Jun-hee e la sua bambina appena nata, venuta al mondo proprio durante il quarto gioco. In un primo momento rifiuta, ma dopo aver assistito al suicidio di Geum-ja, distrutta dal senso di colpa per la morte del figlio, Gi-hun ritrova la forza e accetta la sua richiesta. Nel quinto gioco supera con facilità il ponte con la bambina, ma non riesce a salvare Jun-hee, che si sacrifica a causa delle ferite e del tempo scaduto.
Dopo che la bambina eredita il numero di giocatrice di Jun-hee per decisione dei VIP, molti superstiti iniziano a tramare per eliminarla e aumentare il montepremi. Hwang In-ho, che rivela a Gi-hun di essere il Front Man, gli propone di uccidere gli altri giocatori nel sonno per garantire la propria sopravvivenza e quella della bambina, esattamente come una volta aveva fatto Oh Il-nam con lui. Sebbene tentato, Gi-hun rifiuta grazie a una visione di Sae-byeok, che gli ricorda la persona che desidera essere. La sua scelta sorprende In-ho.
Nel gioco finale del calamaro, ormai al culmine, Gi-hun affronta in un duello violento Lee Myung-gi e ne esce vincitore: entrambi cadono dalla piattaforma, ma Gi-hun riesce ad aggrapparsi al bordo, mentre Myung-gi precipita nel vuoto.
Tuttavia, una volta risalito, Gi-hun si accorge che nessuno dei due ha premuto il pulsante per avviare il gioco: la morte di Myung-gi è stata quindi inutile. I VIP, convinti erroneamente che abbia vinto, credono che l’ultima concorrente sia la neonata di Jun-hee. Avvia quindi il gioco e passa i suoi ultimi minuti a coccolare la neonata per dirle addio, per poi rivolgersi per l'ultima volta agli spettatori e agli organizzatori del gioco. Prima dello scadere del tempo, si getta nel vuoto per assicurare alla bambina la vittoria e la sopravvivenza.

## Concezione e sviluppo
Seong Gi-hun è un personaggio creato dall'autore della serie, Hwang Dong-hyuk, e interpretato da Lee Jung-jae. Hwang ha dichiarato che Lee ha sempre avuto un aspetto "da duro", e che per questo sentiva il desiderio di "rovinarlo", oltre che di esprimere l'umanità che traspariva dalla sua recitazione. L'agenzia di Lee, dopo aver letto il copione della prima stagione, gli aveva sconsigliato di accettare il ruolo, ritenendo che Gi-hun fosse "un perdente troppo estremo" per lui. Tuttavia, dopo aver letto personalmente la sceneggiatura, Lee ha deciso di accettare, colpito dal fatto che non si trattava della solita "storia di sopravvivenza", ma che affrontava i temi della lotta interiore e delle emozioni dei personaggi. Il personaggio prende il nome da un amico d'infanzia di Hwang. Lo stesso Hwang ha affermato di aver proiettato molto di sé in Gi-hun, ricordando un fallimento cinematografico che lo aveva lasciato senza soldi e costretto a dipendere economicamente da sua madre, proprio come il protagonista. Altri tratti in comune includono l'interesse per le scommesse sulle corse dei cavalli e l’essere cresciuto nello stesso quartiere. Inoltre, Hwang ha inserito nel personaggio anche alcuni aspetti dello zio, che spesso causava problemi alla nonna dello sceneggiatore. Il passato di Gi-hun come operaio di fabbrica che si oppone ai licenziamenti di massa è ispirato allo sciopero dei lavoratori della SsangYong Motor del 2009. Il numero di giocatore 456, ultimo tra tutti i partecipanti, gli è stato assegnato per riflettere la sua posizione sociale.